# Reikosiella puella
Reikosiella puella is een vliesvleugelig insect uit de familie Eupelmidae. De wetenschappelijke naam is voor het eerst geldig gepubliceerd in 1934 door Girault.